# إليفثيروبولي
إليوثيروبولي (Ελευθερούπολη) هي مدينة في كافالا في مقاطعة فوريا إلادا في اليونان.
يبلغ عدد سكانها حوالي 4454 نسمة.